# Ponasyrewo
Ponasyrewo (russisch Пона́зырево) ist eine Siedlung städtischen Typs in der Oblast Kostroma in Russland mit 4840 Einwohnern (Stand 14. Oktober 2010).

## Geographie
Der Ort liegt etwa 320 km Luftlinie ostnordöstlich des Oblastverwaltungszentrums Kostroma, 5 km von der Grenze zur Oblast Kirow entfernt am rechten Ufer des linken Wetluga-Nebenflusses Neja.
Ponasyrewo ist Verwaltungszentrum des Rajons Ponasyrewski sowie Sitz der Stadtgemeinde (gorodskoje posselenije) Possjolok Ponasyrewo, zu der außerdem die Dörfer Bystrowo (2 km südlich), Nowoje Kisseljowo (6 km westlich), Nowosjolowskoje (7 km nordwestlich), Panino (20 km südsüdwestlich), Ponasyrewo (2 km nördlich) und Sokolowskoje (4 km nordöstlich), die Siedlungen Burundutschicha (12 km westlich) und Panino (etwa 20 km südsüdwestlich, unweit des gleichnamigen Dorfes) sowie der Weiler Fjodorowski (2 km westlich) gehören.

## Geschichte
Der Ort entstand 1906 unweit des gleichnamigen Dorfes im Zusammenhang mit dem Bau der Eisenbahnstrecke Sankt Petersburg – Wologda – Wjatka (heute Kirow) bei der Bahnstation. 1945 wurde Ponasyrewo Verwaltungssitz des neu geschaffenen, nach ihm benannten Rajons. 1957 erhielt es den Status einer Siedlung städtischen Typs.

### Bevölkerungsentwicklung
| Jahr | Einwohner |
| ---- | --------- |
| 1959 | 6181      |
| 1970 | 6724      |
| 1979 | 6037      |
| 1989 | 5621      |
| 2002 | 4988      |
| 2010 | 4840      |

Anmerkung: Volkszählungsdaten

## Verkehr
Ponasyrewo besitzt einen Bahnhof bei Kilometer 746 (ab Moskau) der auf diesem Abschnitt 1906 eröffneten und seit 1969 elektrifizierten Hauptstrecke der Transsibirischen Eisenbahn. Ab Ende der 1940er-Jahre existierte um Ponasyrewo ein ausgedehntes Waldbahnnetz mit der in der Sowjetunion üblichen Spurweite von 750 mm. Bis in die 1980er-Jahre wurde es – verbunden mit mehreren weiter westlich an Bahnhöfen (Burundutschicha, Jakschanga) der Transsibirischen Eisenbahn beginnenden Strecken – auf eine Gesamtlänge von weit über 100 km ausgebaut. Ein von Ponasyrewo nach Süden führender Streckenteil war bereits in den 1980er-Jahren außer Betrieb; das gesamte Netz wurde bis 2005 stillgelegt.
Südlich an der Siedlung vorbei folgt der Bahnstrecke eine Regionalstraße, die etwa 50 km westlich bei der Stadt Scharja von der Verbindung Uren – Weliki Ustjug − Kotlas abzweigt und zur Grenze der Oblast Kirow führt; dort weiter als 33R-004 über Swetscha nach Kotelnitsch.